# Адіково
Аді́ково (рос. Адиково, чув. Атĕкпуç) — селище у складі Яльчицького району Чувашії, Росія. Входить до складу Лащ-Таябинського сільського поселення.
Населення — 17 осіб (2010; 24 у 2002).
Національний склад:
- чуваші — 100 %